# کاساسبوئناس
کاساسبوئناس (به اسپانیایی: Casasbuenas) یک شهرستان در اسپانیا است که در استان تولدو واقع شده‌است.

## خصوصیات
کاساسبوئناس ۳۰ کیلومترمربع مساحت و ۲۳۲ نفر جمعیت دارد و ۶۸۲ متر بالاتر از سطح دریا واقع شده‌است.